# Marlo Kelly
Marlo Kelly (Sydney, 21 novembre 1996) è un'attrice australiana.

## Carriera
Nel 2018 ha interpretato Patricia Moore nella serie horror omonima. Nel 2024 è tra i protagonisti della serie Netflix Il problema dei 3 corpi.

## Filmografia

### Televisione
- Home and Away – soap opera, 43 episodi (2015-2016)
- Patricia Moore – serie TV, 10 episodi (2018)
- Prova a sfidarmi (Dare Me) – serie TV, 10 episodi (2019-2020)
- Joe vs. Carole – serie TV, 7 episodi (2022)
- Il problema dei 3 corpi (3 Body Problem) – serie TV, 7 episodi (2024)

### Cortometraggi
- Vampir, regia di Anya Beyersdorf (2016)
- Nobody Hangs Out Anymore, regia di Lizzie Dingle (2017)
- Chlorine, regia di Melissa Anastasi (2019)

## Doppiatrici italiane
Nelle versioni in italiano delle opere in cui ha recitato, Marlo Kelly è stata doppiata da:
- Joy Saltarelli in Prova a sfidarmi
- Emanuela Ionica ne Il problema dei 3 corpi